# Serrodes malgassica
Serrodes malgassica là một loài bướm đêm trong họ Erebidae.